# Love the Way You Lie
Love The Way You Lie è un singolo del rapper statunitense Eminem, pubblicato il 9 agosto 2010 come secondo estratto dal settimo album in studio Recovery. Prodotto da Alex da Kid e Makeba Riddick e con la partecipazione vocale di Rihanna, la canzone ha rapidamente avuto un enorme successo in tutto il mondo, raggiungendo i vertici delle classifiche musicali di Australia, Italia, Canada, Nuova Zelanda, Spagna e Stati Uniti; il brano rappresenta il quarto singolo di Eminem alla vetta della classifica statunitense, e il settimo per Rihanna.. Il brano ha vinto il premio come Best Rap/Hip-Hop Track ai Teen Choice Awards 2010.. Il brano ha ricevuto cinque nominations nelle categorie registrazione dell'anno, canzone dell'anno (vinti da Need You Now dei Lady Antebellum), miglior canzone rap, miglior collaborazione con un cantante rap (vinti da Empire State Of Mind di Jay - Z e Alicia Keys) e miglior cortometraggio musicale (vinto da Bad Romance di Lady Gaga) ai Grammy Awards 2011.
Love The Way you Lie ha venduto circa 9.3 milioni di copie solo nel 2010, diventando il terzo singolo più venduto a livello mondiale dello stesso anno, dietro solo a Tik Tok di Kesha e Bad Romance di Lady Gaga.
Negli Stati Uniti il singolo ha scalato rapidamente le classifiche, arrivando a stare per ben 9 settimane in vetta alla Billboard Hot 100, pareggiando un altro successo di Rihanna, Umbrella. Love the Way You Lie è anche il maggior successo di Eminem, il cui precedente cavallo di battaglia era Lose Yourself, che vendette circa 10,4 milioni di copie. Il singolo ha venduto oltre 12 milioni di copie fino al 2015. Dal maggio 2013 la RIAA tiene conto oltre che dei download, anche le visualizzazioni e on-demande. Con questa aggiunta il singolo è arrivato a vendere oltre 6.5 milioni di copie solo nel territorio statunitense.

## Descrizione
Love the Way You Lie è stato presentato il 27 maggio 2010, come uno dei sedici brani noti dalla lista tracce del settimo album di inediti di Eminem, Recovery. Nel brano, quest'ultimo canta rappando di una ragazza che ama, ma di cui non si è guadagnato il rispetto.
Il produttore Alex da Kid ha dichiarato che la canzone è stata registrata da Eminem in due giorni, basandosi sulla scrittura del brano da parte di Skylar Grey, mentre pensava a Rihanna come featuring ideale per il brano. Il rapper ha commentato che il brano che ha cantato con Rihanna, è uno di quei pezzi che soltanto lei poteva riuscire a fare. Anche Rihanna ha commentato positivamente la sua collaborazione con Eminem in un'intervista ad Access Hollywood.
Love the Way You Lie ha debuttato alla seconda posizione della Billboard Hot 100 il 10 luglio 2010 ed alla vetta della Hot 100 Digital Songs, con oltre 338,000 download nella sua prima settimana. La settimana seguente Love the Way You Lie è salita in vetta alla classifica Billboard Hot 100, senza neppure il supporto di un video, che all'epoca ancora non era stato distribuito, diventando il quarto singolo di Eminem alla vetta della classifica statunitense, seguendo il successo del precedente Not Afraid. Per Rihanna, invece si tratta del settimo numero uno dall'inizio della sua carriera. Si è imposto come una hit planetaria, raggiungendo la prima posizione nella classifiche di mezzo mondo nella fase finale dell'estate 2010. Non è riuscito a conquistare la vetta della classifica in Regno Unito, Paesi Bassi, Francia, Repubblica Ceca e Giappone, ma nel Regno Unito il singolo è riuscito a superare il milione di copie, e con 892 000 copie si è piazzato primo nella classifica dei singoli più venduti del 2010.

## Accoglienza
Michael Menachem di Billboard ha firmato una buona recensione del duetto: «Il toccante ritornello di Rihanna è la parte più saporitamente melodica e straordinariamente più ottimista».

## Video musicale
Il video musicale prodotto per Love the Way You Lie è stato diretto da Joseph Kahn e le riprese sono iniziate il 20 luglio 2010 a Los Angeles. Il video parla di una violenza domestica di due coniugi, la donna interpretata da Megan Fox e l'uomo da Dominic Monaghan, alternata a spezzoni cantati da Eminem e Rihanna, che cantano rispettivamente in un campo di grano e davanti a una casa in fiamme. Il video termina con Dominic e la Fox che vengono avvolti dalle fiamme, e poi di nuovo abbracciati a letto, come per far capire che era un sogno.
Eminem ha cantato la canzone al festival T in the Park in Scozia ed al festival Oxegen in Irlanda (2010). Il rapper ha fatto un'apparizione a sorpresa nel Last Girl on Earth Tour di Rihanna quando ha cantato con lei il 21 luglio 2010, allo Staples Center di Los Angeles.. Il duo ha inoltre eseguito la canzone agli MTV 2010 VMA's. Lo spettacolo è stato votato il migliore di quelli effettuati nello show. Rihanna era sul set del suo nuovo film, Battleship, e quindi in origine non potevano esibirsi, ma Eminem è riuscito a convincere la cantante a lasciare il set per la performance ai WMA's..
Nell'esibizione allo Staples Center, Eminem si è esibito oltre che con Rihanna, con il batterista dei Blink 182, Travis Barker. I tre collaboreranno insieme per l'album da solista di Barker, Give the Drummer Some.
Con oltre 2,8 miliardi di visualizzazioni, è uno dei video più visti di YouTube. È uno dei video che ha ottenuto la certificazione Vevo.

## Successo commerciale
Il brano è usato come sigla di tutte le edizioni del programma televisivo Temptation Island, in onda su Canale 5.

## Tracce
Promo - CD-Single Interscope - (UMG)
1. Love The Way You Lie – 4:23

Promo - CD-Single Interscope - (UMG)
1. Love The Way You Lie (clean) – 4:23
2. Love The Way You Lie (explicit) – 4:23
3. Love The Way You Lie (Part II) – 4:56
4. Love The Way You Lie (Part II) (without Eminem) – 4:41

## Classifiche

### Classifiche settimanali
| Classifica (2010) | Posizione massima |
| ----------------- | ----------------- |
| Australia         | 1                 |
| Austria           | 1                 |
| Belgio (Fiandre)  | 1                 |
| Belgio (Vallonia) | 1                 |
| Canada            | 1                 |
| Danimarca         | 1                 |
| Estonia           | 1                 |
| Europa            | 1                 |
| Finlandia         | 1                 |
| Francia           | 3                 |
| Germania          | 1                 |
| Giappone          | 54                |
| Irlanda           | 1                 |
| Italia            | 1                 |
| Lussemburgo       | 1                 |
| Norvegia          | 1                 |
| Nuova Zelanda     | 1                 |
| Paesi Bassi       | 4                 |
| Polonia           | 1                 |
| Regno Unito       | 2                 |
| Repubblica Ceca   | 2                 |
| Serbia            | 1                 |
| Slovacchia        | 1                 |
| Spagna            | 1                 |
| Svezia            | 1                 |
| Svizzera          | 1                 |
| Ungheria          | 1                 |
| Stati Uniti       | 1                 |
| Stati Uniti (pop) | 1                 |
| Stati Uniti (rap) | 1                 |

### Classifiche annuali
| Classifica (2010) | Posizione |
| ----------------- | --------- |
| Australia         | 1         |
| Austria           | 5         |
| Belgio (Friande)  | 21        |
| Belgio (Vallonia) | 11        |
| Canada            | 7         |
| Danimarca         | 7         |
| Europa            | 8         |
| Irlanda           | 4         |
| Italia            | 20        |
| Nuova Zelanda     | 2         |
| Paesi Bassi       | 20        |
| Regno Unito       | 1         |
| Spagna            | 11        |
| Stati Uniti       | 7         |

## Sequel:Love the Way You Lie (Part II)
Eminem e Rihanna hanno registrato un sequel di Love the Way You Lie, con quest'ultima come cantante principale, vedendo le cose dal punto di vista femminile.
Rihanna ha dichiarato in un'intervista rilasciata a MTV che inizialmente era contraria alla registrazione di un sequel poiché non avrebbe potuto mai eguagliare l'originale. Tuttavia, ha poi accettato di registrare Love the Way You Lie Part II. Ha anche detto nella stessa intervista che Part II è piuttosto spoglio rispetto alla originale, con i cantanti accompagnati semplicemente da pianoforte e batteria. Non si rischia la monotonia: Rihanna intona infatti il brano con un tono differente dal precedente e conferisce un effetto più drammatico alle sue parti. Eminem ugualmente sfoga le sue frustrazioni in un'unica strofa più accesa e sentita.
Il sequel è contenuto nel quinto album in studio della cantante, Loud e si è piazzato diciannovesimo in Canada, ottenendo anche un disco d'oro.